# دوبانوفتسي
دوبانوفسي (Добановци) هي مدينة في مقاطعة كاردزالي في صربيا.
يبلغ عدد سكانها حوالي 8280 نسمة.